# 切列姆尚卡河
切列姆尚卡河（俄语：Река Черемшанка）或东条川（日语：／）是萨哈林州托马里区的河流，源起卡梅绍维山脉象棋山，长49公里，流域面积317平方公里，注入鞑靼海峡
。在焦山下河宽18米，深0.6米。